# François Joseph Talma

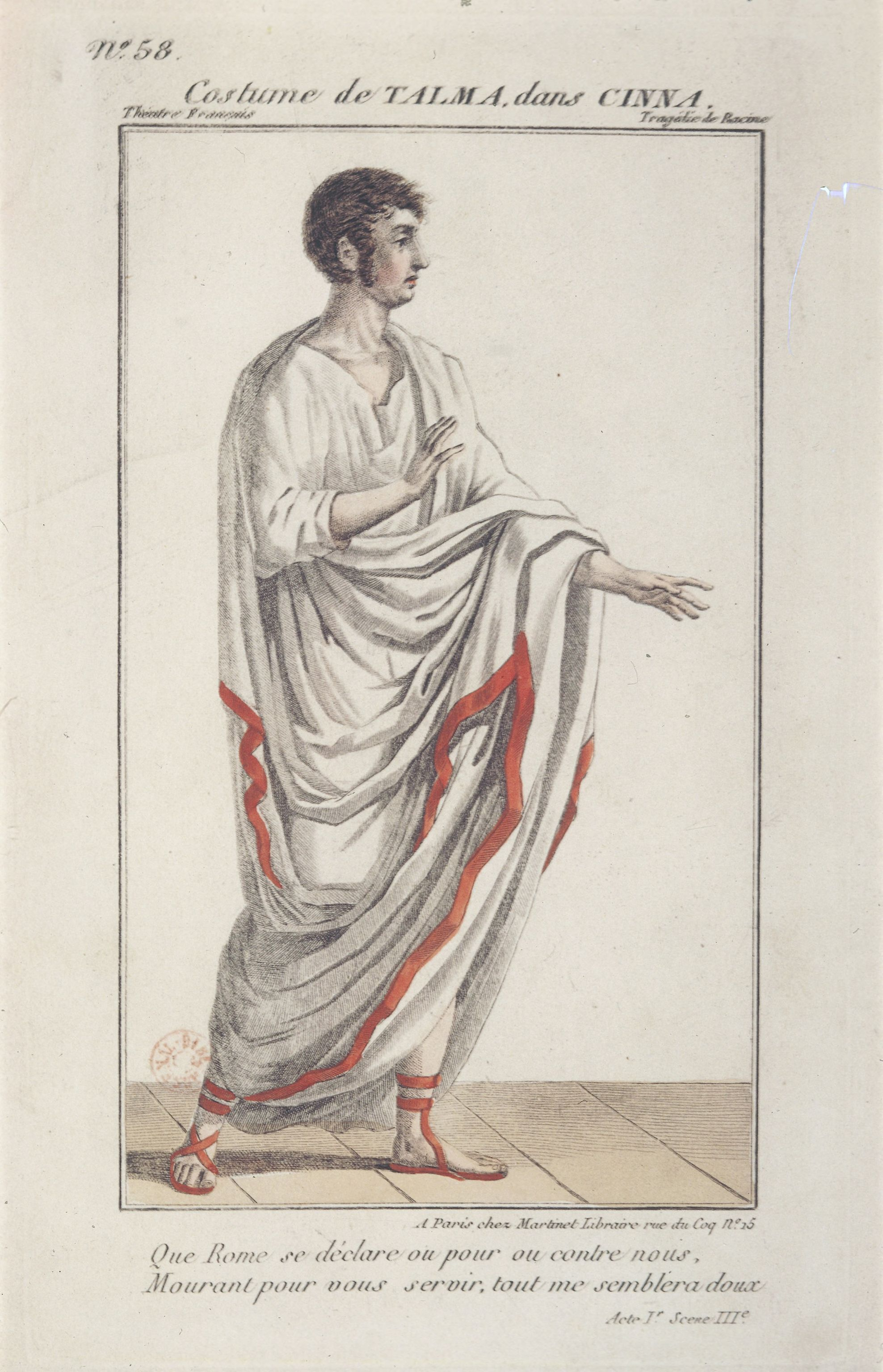
Talma representando la tragedia Cinna.

François-Joseph Talma (París, 16 de enero de 1763; † París, 19 de octubre de 1826) fue un director teatral y actor francés.

## Biografía
Debutó en la Comédie-Française en 1787 y, bajo la influencia del pintor Jacques-Louis David, se convirtió en uno de los primeros promotores del vestuario histórico. Desarrolló el realismo escénico en sus montajes y perseveró en estilos de actuación naturalistas más que declamatorios. En 1799 su compañía teatral se fusionó con la Comédie-Française, y se convirtió en el más reconocido actor trágico de la época, ganando la admiración de Napoleón Bonaparte.